# 宋禮 (尚書)
宋禮（1358年—1422年），字大本，河南江北等處行中書省河南府路永寧縣（今河南省洛寧縣）人，明朝政治人物，官至工部尚書。

## 生平

### 早期生涯
洪武年間，宋禮從國子監生升為山西按察司僉事，後降爲戶部主事。建文初年，因舉薦授陝西按察司僉事，后因事被追究而降為刑部員外郎。明成祖即位后，命其管理禮部，因敏銳熟練升禮部侍郎。永樂二年，拜工部尚書，任上曾請朝廷供給屯田牛種給山東民眾，又請遷民至北京，均報可。永樂七年，因母喪丁憂，朱棣下詔命留視事。

### 治理漕運
永樂九年，朱棣命開漕運。漕運在元朝至元年間即有，然而卻因會通河一段水淺而無法大量載運物資，於是元朝均以海運為主。明朝初期，傳餉遼東、北平的途徑也均以海運為主。洪武二十四年，黃河在原武絕口，會通河於是被淤。永樂年間，明成祖遷都北京，採用河路、海路并運。當時海運危險且多有損失；而河運卻經過淮河轉沙河，然後經過黃河進入衛河，於此轉入北京，陸運須經過八個衛所，勞民傷財。濟寧州同知潘叔正上疏建議浚通會通河，使得元朝運河恢復。於是，朱棣命宋禮、刑部侍郎金純、都督周長前往治理。會通河首要問題為水源不足，宋禮採用汶上县农民、民夫队长白英的建議，修築埋城與戴村坝，橫截汶水向南，經河面最高端汶上县南旺分水，流入運河，且使黃河不會影響漕運。再由南旺北流入卫河、设水闸，南流至济宁、经水闸通淮泗。同年八月還京，論首功，受上賞。
次年，因御史許堪進言衛河水患，朱棣再命宋禮前往治理。宋禮在魏家灣分支黃河，泄水入土河，於是從德州西北開一支支流，到海豐、大沽流入大海。此時，宋禮以海運損失巨大、勞民傷財，上言請求停止海運，而恰逢平江伯陳瑄治理長江、淮河等告竣。於是河運從此昌盛，可運大型物資。永樂十三年，朱棣遂終止海運。

### 晚年
朱棣建造北京城，命宋禮在四川取木材。永樂十六年，命兼管江西獄案。次年，造番舟。之後召還入京，因年老升病而免朝奏，有事可另工部侍郎代奏。永樂二十年，死於任上。宋禮為人剛烈，對下屬嚴厲，難以為人親近。其死時，家無餘財。洪熙年間，禮部尚書呂震請予葬祭。弘治中年，主事王寵始請立祠，設于南旺湖上，以金純、周長像副之。隆慶六年，贈禮太子太保。

## 後事
清朝雍正四年，雍正帝為表彰其貢獻，祀封宋禮為宁漕公，以汶上县农民、民夫队长白英封永济神相附，祭祀于汶上南旺龙王庙，该龙王庙現為山东省文物保护单位，与南旺枢纽同属大运河南旺枢纽国家考古遗址公园，亦是世界遗产——大运河项目的遗产点之一。